# رشته‌کوه دژاردژان
رشته‌کوه دژاردژان (روسی: Джарджанский хребет) یک رشته‌کوه در یاقوتستان کشور روسیه است.